# Okręg wyborczy nr 47 do Sejmu Rzeczypospolitej Polskiej (1993–2001)
Okręg wyborczy nr 47 do Sejmu Rzeczypospolitej Polskiej (1993–2001) obejmował województwo toruńskie. W ówczesnym kształcie został utworzony w 1993. Wybieranych było w nim 7 posłów w systemie proporcjonalnym.
Siedzibą okręgowej komisji wyborczej był Toruń.

## Wyniki wyborów
| Podział 7 mandatów: SLD: 3 UP: 1 PSL: 2 UD: 1 |

| Podział 7 mandatów: SLD: 3 UW: 1 AWS: 3 |

## Reprezentanci okręgu
| Sejm | Rok  | Poseł KW                                 | Poseł KW                                 | Poseł KW                                 | Poseł KW                                 | Poseł KW                                 | Poseł KW                                 | Poseł KW                                 | Poseł KW                                 | Poseł KW                                 | Poseł KW                                 | Poseł KW                                 | Poseł KW                                 | Poseł KW                                 | Poseł KW                                 |
| ---- | ---- | ---------------------------------------- | ---------------------------------------- | ---------------------------------------- | ---------------------------------------- | ---------------------------------------- | ---------------------------------------- | ---------------------------------------- | ---------------------------------------- | ---------------------------------------- | ---------------------------------------- | ---------------------------------------- | ---------------------------------------- | ---------------------------------------- | ---------------------------------------- |
| II   | 1993 |                                          | M. Żenkiewicz SLD                        |                                          | J. Wyrowiński UD (1993) UW (1997)        |                                          | J. Wenderlich SLD                        |                                          | Z. Kufel SLD                             |                                          | A. Malinowski PSL                        |                                          | K. Sienkiewicz UP                        |                                          | A. Szczęsny PSL                          |
| III  | 1997 | B. Lewandowski SLD                       |                                          |                                          | J. Wyrowiński UD (1993) UW (1997)        | M. Wojtczak AWS                          | J. Wenderlich SLD                        |                                          | Z. Kufel SLD                             | A. Sobecka AWS                           |                                          | J. Janiszewski AWS                       |                                          |                                          |                                          |
| IV   | 2001 | okręg zniesiony – patrz okręgi nr 5 i 34 | okręg zniesiony – patrz okręgi nr 5 i 34 | okręg zniesiony – patrz okręgi nr 5 i 34 | okręg zniesiony – patrz okręgi nr 5 i 34 | okręg zniesiony – patrz okręgi nr 5 i 34 | okręg zniesiony – patrz okręgi nr 5 i 34 | okręg zniesiony – patrz okręgi nr 5 i 34 | okręg zniesiony – patrz okręgi nr 5 i 34 | okręg zniesiony – patrz okręgi nr 5 i 34 | okręg zniesiony – patrz okręgi nr 5 i 34 | okręg zniesiony – patrz okręgi nr 5 i 34 | okręg zniesiony – patrz okręgi nr 5 i 34 | okręg zniesiony – patrz okręgi nr 5 i 34 | okręg zniesiony – patrz okręgi nr 5 i 34 |

### Wybory parlamentarne 1993
| Komitet wyborczy                                      | Komitet wyborczy                                     | Głosów | %     | Mandaty | Wybrani posłowie                                 |
| ----------------------------------------------------- | ---------------------------------------------------- | ------ | ----- | ------- | ------------------------------------------------ |
|                                                       | Sojusz Lewicy Demokratycznej                         | 58 416 | 25,13 | 3       | Marian Żenkiewicz, Jerzy Wenderlich, Zenon Kufel |
|                                                       | Polskie Stronnictwo Ludowe                           | 36 247 | 15,59 | 2       | Andrzej Malinowski, Adam Szczęsny                |
|                                                       | Unia Demokratyczna                                   | 25 707 | 11,06 | 1       | Jan Wyrowiński                                   |
|                                                       | Unia Pracy                                           | 18 350 | 7,89  | 1       | Krystyna Sienkiewicz                             |
|                                                       | Katolicki Komitet Wyborczy „Ojczyzna”                | 15 318 | 6,59  | –       |                                                  |
|                                                       | Konfederacja Polski Niepodległej                     | 10 364 | 4,46  | –       |                                                  |
|                                                       | Bezpartyjny Blok Wspierania Reform                   | 9697   | 4,17  | –       |                                                  |
|                                                       | Partia X                                             | 9392   | 4,04  | –       |                                                  |
|                                                       | Samoobrona – Leppera                                 | 9188   | 3,95  | –       |                                                  |
|                                                       | Porozumienie Centrum                                 | 8888   | 3,82  | –       |                                                  |
|                                                       | Polskie Stronnictwo Ludowe – Porozumienie Ludowe     | 8013   | 3,45  | –       |                                                  |
|                                                       | Kongres Liberalno-Demokratyczny                      | 7103   | 3,06  | –       |                                                  |
|                                                       | Unia Polityki Realnej                                | 5804   | 2,50  | –       |                                                  |
|                                                       | Koalicja dla Rzeczypospolitej                        | 4808   | 2,07  | –       |                                                  |
|                                                       | Niezależny Samorządny Związek Zawodowy „Solidarność” | 4540   | 1,95  | –       |                                                  |
|                                                       | Polska Partia Odnowy Kraju                           | 663    | 0,29  | –       |                                                  |
| Frekwencja: 51,68% Źródło: Państwowa Komisja Wyborcza |                                                      |        |       |         |                                                  |

Poniższa tabela przedstawia podział mandatów dla komitetów wyborczych na podstawie uzyskanych głosów, a następnie obliczonych ilorazów wyborczych na podstawie metody D’Hondta.
| Podział mandatów dla komitetów wyborczych na podstawie metody D’Hondta | Podział mandatów dla komitetów wyborczych na podstawie metody D’Hondta | Podział mandatów dla komitetów wyborczych na podstawie metody D’Hondta | Podział mandatów dla komitetów wyborczych na podstawie metody D’Hondta | Podział mandatów dla komitetów wyborczych na podstawie metody D’Hondta | Podział mandatów dla komitetów wyborczych na podstawie metody D’Hondta | Podział mandatów dla komitetów wyborczych na podstawie metody D’Hondta | Podział mandatów dla komitetów wyborczych na podstawie metody D’Hondta | Podział mandatów dla komitetów wyborczych na podstawie metody D’Hondta | Podział mandatów dla komitetów wyborczych na podstawie metody D’Hondta | Podział mandatów dla komitetów wyborczych na podstawie metody D’Hondta |
| Komitet wyborczy                                                       | Komitet wyborczy                                                       | Liczba głosów                                                          | Iloraz wyborczy                                                        | Iloraz wyborczy                                                        | Iloraz wyborczy                                                        | Iloraz wyborczy                                                        | Iloraz wyborczy                                                        | Iloraz wyborczy                                                        | Mandaty                                                                | TP                                                                     |
| Komitet wyborczy                                                       | Komitet wyborczy                                                       | Liczba głosów                                                          | /1                                                                     | /2                                                                     | /3                                                                     | /4                                                                     | ...                                                                    | /7                                                                     | Mandaty                                                                | TP                                                                     |
| ---------------------------------------------------------------------- | ---------------------------------------------------------------------- | ---------------------------------------------------------------------- | ---------------------------------------------------------------------- | ---------------------------------------------------------------------- | ---------------------------------------------------------------------- | ---------------------------------------------------------------------- | ---------------------------------------------------------------------- | ---------------------------------------------------------------------- | ---------------------------------------------------------------------- | ---------------------------------------------------------------------- |
|                                                                        | Sojusz Lewicy Demokratycznej                                           | 58 416                                                                 | 58 416                                                                 | 29 208                                                                 | 19 472                                                                 | 14 604                                                                 | ...                                                                    | 8345                                                                   | 3                                                                      | 2,58                                                                   |
|                                                                        | Polskie Stronnictwo Ludowe                                             | 36 247                                                                 | 36 247                                                                 | 18 124                                                                 | 12 082                                                                 | 9062                                                                   | ...                                                                    | 5178                                                                   | 2                                                                      | 1,60                                                                   |
|                                                                        | Unia Demokratyczna                                                     | 25 707                                                                 | 25 707                                                                 | 12 854                                                                 | 8569                                                                   | 6427                                                                   | ...                                                                    | 3672                                                                   | 1                                                                      | 1,13                                                                   |
|                                                                        | Unia Pracy                                                             | 18 350                                                                 | 18 350                                                                 | 9175                                                                   | 6117                                                                   | 4588                                                                   | ...                                                                    | 2621                                                                   | 1                                                                      | 0,81                                                                   |
|                                                                        | Konfederacja Polski Niepodległej                                       | 10 364                                                                 | 10 364                                                                 | 5182                                                                   | 3455                                                                   | 2591                                                                   | ...                                                                    | 1481                                                                   | 0                                                                      | 0,46                                                                   |
|                                                                        | Bezpartyjny Blok Wspierania Reform                                     | 9697                                                                   | 9697                                                                   | 4849                                                                   | 3232                                                                   | 2424                                                                   | ...                                                                    | 1385                                                                   | 0                                                                      | 0,43                                                                   |
| Ogółem                                                                 | Ogółem                                                                 | 158 781                                                                | —                                                                      | —                                                                      | —                                                                      | —                                                                      | —                                                                      | —                                                                      | 7                                                                      | 7                                                                      |

### Wybory parlamentarne 1997
| Komitet wyborczy                                      | Komitet wyborczy                          | Głosów | %     | Mandaty | Wybrani posłowie                                  |
| ----------------------------------------------------- | ----------------------------------------- | ------ | ----- | ------- | ------------------------------------------------- |
|                                                       | Sojusz Lewicy Demokratycznej              | 66 929 | 32,71 | 3       | Jerzy Wenderlich, Zenon Kufel, Bogdan Lewandowski |
|                                                       | Akcja Wyborcza Solidarność                | 58 137 | 28,41 | 3       | Michał Wojtczak, Anna Sobecka, Jacek Janiszewski  |
|                                                       | Unia Wolności                             | 28 825 | 14,09 | 1       | Jan Wyrowiński                                    |
|                                                       | Polskie Stronnictwo Ludowe                | 14 650 | 7,16  | –       |                                                   |
|                                                       | Unia Pracy                                | 10 799 | 5,28  | –       |                                                   |
|                                                       | Ruch Odbudowy Polski                      | 9188   | 4,49  | –       |                                                   |
|                                                       | Krajowa Partia Emerytów i Rencistów       | 6829   | 3,34  | –       |                                                   |
|                                                       | Unia Prawicy Rzeczypospolitej             | 3788   | 1,85  | –       |                                                   |
|                                                       | Krajowe Porozumienie Emerytów i Rencistów | 3581   | 1,75  | –       |                                                   |
|                                                       | Blok dla Polski                           | 1192   | 0,58  | –       |                                                   |
|                                                       | Polska Wspólnota Narodowa                 | 699    | 0,34  | –       |                                                   |
| Frekwencja: 43,91% Źródło: Państwowa Komisja Wyborcza |                                           |        |       |         |                                                   |

Poniższa tabela przedstawia podział mandatów dla komitetów wyborczych na podstawie uzyskanych głosów, a następnie obliczonych ilorazów wyborczych na podstawie metody D’Hondta.
| Podział mandatów dla komitetów wyborczych na podstawie metody D’Hondta | Podział mandatów dla komitetów wyborczych na podstawie metody D’Hondta | Podział mandatów dla komitetów wyborczych na podstawie metody D’Hondta | Podział mandatów dla komitetów wyborczych na podstawie metody D’Hondta | Podział mandatów dla komitetów wyborczych na podstawie metody D’Hondta | Podział mandatów dla komitetów wyborczych na podstawie metody D’Hondta | Podział mandatów dla komitetów wyborczych na podstawie metody D’Hondta | Podział mandatów dla komitetów wyborczych na podstawie metody D’Hondta | Podział mandatów dla komitetów wyborczych na podstawie metody D’Hondta | Podział mandatów dla komitetów wyborczych na podstawie metody D’Hondta | Podział mandatów dla komitetów wyborczych na podstawie metody D’Hondta |
| Komitet wyborczy                                                       | Komitet wyborczy                                                       | Liczba głosów                                                          | Iloraz wyborczy                                                        | Iloraz wyborczy                                                        | Iloraz wyborczy                                                        | Iloraz wyborczy                                                        | Iloraz wyborczy                                                        | Iloraz wyborczy                                                        | Mandaty                                                                | TP                                                                     |
| Komitet wyborczy                                                       | Komitet wyborczy                                                       | Liczba głosów                                                          | /1                                                                     | /2                                                                     | /3                                                                     | /4                                                                     | ...                                                                    | /7                                                                     | Mandaty                                                                | TP                                                                     |
| ---------------------------------------------------------------------- | ---------------------------------------------------------------------- | ---------------------------------------------------------------------- | ---------------------------------------------------------------------- | ---------------------------------------------------------------------- | ---------------------------------------------------------------------- | ---------------------------------------------------------------------- | ---------------------------------------------------------------------- | ---------------------------------------------------------------------- | ---------------------------------------------------------------------- | ---------------------------------------------------------------------- |
|                                                                        | Sojusz Lewicy Demokratycznej                                           | 66 929                                                                 | 66 929                                                                 | 33 465                                                                 | 22 310                                                                 | 16 732                                                                 | ...                                                                    | 9561                                                                   | 3                                                                      | 2,01                                                                   |
|                                                                        | Akcja Wyborcza Solidarność                                             | 58 137                                                                 | 58 137                                                                 | 29 069                                                                 | 19 379                                                                 | 14 534                                                                 | ...                                                                    | 8305                                                                   | 3                                                                      | 1,87                                                                   |
|                                                                        | Unia Wolności                                                          | 28 825                                                                 | 28 825                                                                 | 14 413                                                                 | 9608                                                                   | 7206                                                                   | ...                                                                    | 4118                                                                   | 1                                                                      | 0,62                                                                   |
|                                                                        | Polskie Stronnictwo Ludowe                                             | 14 650                                                                 | 14 650                                                                 | 7325                                                                   | 4883                                                                   | 3663                                                                   | ...                                                                    | 2093                                                                   | 0                                                                      | 0,28                                                                   |
|                                                                        | Ruch Odbudowy Polski                                                   | 9188                                                                   | 9188                                                                   | 4594                                                                   | 3063                                                                   | 2297                                                                   | ...                                                                    | 1313                                                                   | 0                                                                      | 0,23                                                                   |
| Ogółem                                                                 | Ogółem                                                                 | 140 195                                                                | —                                                                      | —                                                                      | —                                                                      | —                                                                      | —                                                                      | —                                                                      | 7                                                                      | 7                                                                      |